# Macriano el Joven
Tito Fulvio Junio Macriano (en latín: Titus Fulvius Iunius Macrianus; f. 261) llamado Macriano el Joven (Macrianus Minor) o Macriano II, para destinguirlo de su padre, fue oficial y luego usurpador romano junto a su padre Macriano el Viejo y su hermano Quieto. La primera aparición data del final del reinado de Valeriano (r. 253-260), cuando supuestamente servía como tribuno militar. En 260, cuando Valeriano fue capturado por el rey Sapor I (r. 240-270) en la batalla de Edesa, Macriano el Viejo fue elegido por el ejército para convertirse en emperador, pero decidió proclamar a sus hijos el 17 de septiembre. Se acuñaron monedas a su nombre y fueron nombrados cónsules. Macriano el Joven marchó con su padre hacia Occidente para enfrentarse a Galieno (r. 253-268 ), pero fueron derrotados por Aureolo o Domiciano II y poco después fueron asesinados por sus propios soldados o por el primero.

## Carrera
Macriano el Joven era el hijo mayor de Macriano el Viejo y hermano de Quieto; la Historia Augusta menciona a un cierto descendiente, llamado Cornelio Macer, cuya existencia es cuestionada. Los orígenes de su familia, incluida la identidad de su madre, son inciertos. Su padre pudo haberse casado con una mujer de origen noble, quizás llamada Junia. Según la Historia Augusta, comenzó su carrera en el reinado del emperador Valeriano (r. 253-260) como tribuno militar. En 260, Valeriano fue capturado por el rey Sapor I (r. 240-270) en la batalla de Edesa y, ante la amenaza todavía inminente de los persas, el ejército decidió nombrar a un nuevo emperador; en ese momento Galieno (r. 253-268), hijo de Valeriano, ya era emperador. Se le ofreció la púrpura imperial a Macriano el Viejo, pero este decidió entregarselas a sus hijos el 17 de septiembre. Macriano el Viejo era el jefe financiero de Valeriano, lo que le permitió acuñar monedas a su nombre, mientras que el prefecto del pretorio Balista derrotó a los invasores, lo que ayudó a legitimar la usurpación. Además, Macriano el Joven y su hermano Quieto fueron nombrados cónsules.
Su reinado fue reconocido en Oriente y en Egipto, ya que sus monedas se emitieron en Alejandría. Poco después, Macriano el Viejo y Macriano el Joven marcharon hacia Occidente para enfrentarse a Galieno, mientras Quieto y Balista se quedaron en Oriente para consolidar su autoridad. En otoño de 261, los macrianos fueron derrotados en Ilírico, cerca de la frontera con Tracia, por Aureolo o Domiciano II y fueron asesinados por sus propios soldados; en otra versión fueron asesinados por Aureolo. Según Juan Zonaras, Aureolo rodeó al ejército rival, a excepción de las legiones panonianas. Macriano pidió que lo mataran a él y a su hijo para evitar que les enviaran a la cárcel.

## Numismática

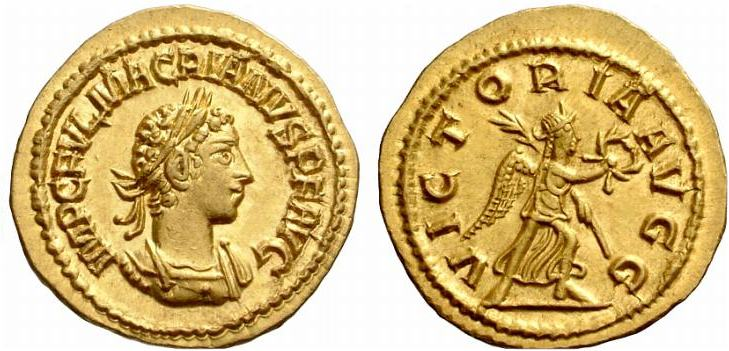
Aúreo de Macriano el Joven.

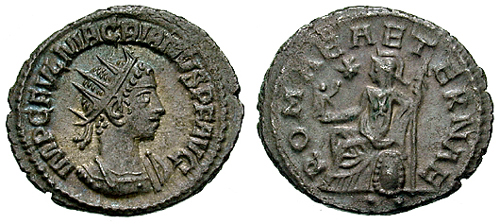
Antoniniano de Macriano el Joven.

Cuando Quieto y Macriano fueron proclamados emperadores, se acuñaron a su nombre áureos y antoninianos de mil millones y ases. Sus monedas fueron acuñadas en Alejandría y en dos casas de moneda de Oriente, una principal, cuyas monedas tenían un estilo más elaborado, y la otra con monedas de un estilo más tosco. Se desconoce la ubicación exacta de la ceca de Oriente, pero se especula que pudo encontrarse entre Antioquía y Emesa. Algunas monedas llevan en el reverso las leyendas fides militum («soldados fieles»), fortuna redux («Fortuna que vuelve»), marti propugnatori («proponentes de Marte»), soli invicto (para Sol invicto), victoria augg (Victoria de los augustos), en honor al ejército y proclamando la confianza en la victoria. En otros, se proclama el comienzo de un nuevo y próspero reinado en el Imperio romano: romae aeternae (de la eterna Roma), spes publica (esperanza pública), aequitas augg  (Equidad de los augustos), indugentiae aug (indulgencias de agosto) y pietas aug (piedad de los augustos).